# ميريام فينتر
ميريام فينتر هي كاتِبة بولندية، ولدت في 2 يونيو 1933 في وودج في بولندا، وتوفيت في 19 يوليو 2014.

## وصلات خارجية
- الموقع الرسمي